# Les Veilleurs (roman)
Pour les articles homonymes, voir Les Veilleurs.
Les Veilleurs est un roman policier français de Vincent Message paru en 2009.

## Résumé
Le roman raconte l’histoire d’Oscar Nexus, un veilleur de nuit qui descend un matin dans la rue et abat trois personnes, sans mobile apparent, avant de s’endormir sur leurs cadavres. L’enquête est confiée au psychiatre Joachim Traumfreund et au policier Paulus Rilviero, chargés de déterminer si Nexus avait toutes ses facultés mentales au moment du crime. Assez rapidement, les deux hommes découvrent que Nexus est un dormeur invétéré qui reprend nuit après nuit le fil d’un seul et même grand rêve. Pour découvrir ses mobiles, Traumfreund et Rilviero vont devoir gagner sa confiance et s’immerger dans son univers onirique.

## Analyse
Les Veilleurs revisite les codes du roman policier afin d’analyser la fascination que peuvent exercer les figures de meurtriers et de fous. C’est aussi l’occasion pour Vincent Message de s’interroger sur la place qui subsiste pour l’imaginaire dans des sociétés hyper-rationalistes.

## Critique
Le livre connaît un succès critique et public qui en fait l’un des évènements de la rentrée littéraire 2009. Télérama parle d’une « réjouissante aventure de lecture », d’un roman qui « affiche la puissance de l’imaginaire, de la fable et du récit, dans une littérature française à cet égard et depuis quelques décennies plutôt méfiante et réservée » , et qui sonne ainsi comme un manifeste. Pour Lire, ce roman virtuose, « mêlant polar et réflexion sur les déséquilibres de la société moderne » fait « éclater la frontière […] entre littérature dite traditionnelle et littérature de genre ». Le Monde, tout en jugeant le roman excessif, parle d’un livre « qui a du souffle et vibre de littérature ».

## Prix et distinctions
Récompensé par le Prix Laurent-Bonelli Virgin-Lire et le Prix littéraire de la Vocation, le roman fait aussi partie de la dernière sélection du prix Renaudot 2009, du prix Médicis 2009 et du Prix Goncourt du premier roman 2010.